# Odpowietrzacz
Odpowietrzacz, ewakuator – aparat służący do usuwania powietrza z napełnionych puszek z konserwą. Czynność ma na celu przedłużenie trwałości konserw.